# Awake (álbum de Tycho)
| Críticas profissionais | Críticas profissionais |
| Pontuações agregadas   | Pontuações agregadas   |
| Fonte                  | Avaliação              |
| ---------------------- | ---------------------- |
| Metacritic             | 69/100                 |
| Avaliações da crítica  |                        |
| Fonte                  | Avaliação              |
| AllMusic               | [ 2 ]                  |
| Consequence of Sound   | B−                     |
| Drowned in Sound       | 7/10                   |
| musicOMH               | [ 5 ]                  |
| NME                    | 6/10                   |
| Paste                  | 7.3/10                 |
| Pitchfork Media        | 7.0/10                 |
| PopMatters             | 4/10                   |
| Sputnikmusic           | 3.5/5                  |

Awake é o quarto álbum de estúdio lançado pelo músico americano Tycho, em 18 de Março de 2014 pela Ghostly International.

## Recepção crítica
No Metacritc, que tem normalmente classificações até 100 para críticos, o álbum recebeu em seu total 68, baseado em 21 críticas, que indica "generally favorable reviews" segundo o site.

## Faixas
| CD             |                |                |         |  |
| N.º            | Título         | Compositor(es) | Duração |  |
| 1.             | "Awake"        |                | 4:43    |  |
| 2.             | "Montana"      |                | 5:26    |  |
| 3.             | "L"            |                | 4:37    |  |
| 4.             | "Dye"          |                | 5:17    |  |
| 5.             | "See"          |                | 5:18    |  |
| 6.             | "Apogee"       |                | 4:20    |  |
| 7.             | "Spectre"      |                | 3:46    |  |
| 8.             | "Plains"       |                | 3:17    |  |
| Duração total: | Duração total: | Duração total: | 36:44   |  |

## Pessoal
- Scott Hansen - artwork, baixo, baterias, violão, teclados, masterizador, mixer
- Ricardo Ayala – baterista de turnê, assistente de produção
- Zac Brown – baixo, guitarra
- Count – assistente de turnê, masterizador, mixer, consultor de produção
- Rory O'Connor – baterista de turnê
- Christopher Willits – masterizador, consultor de produção